# 学名

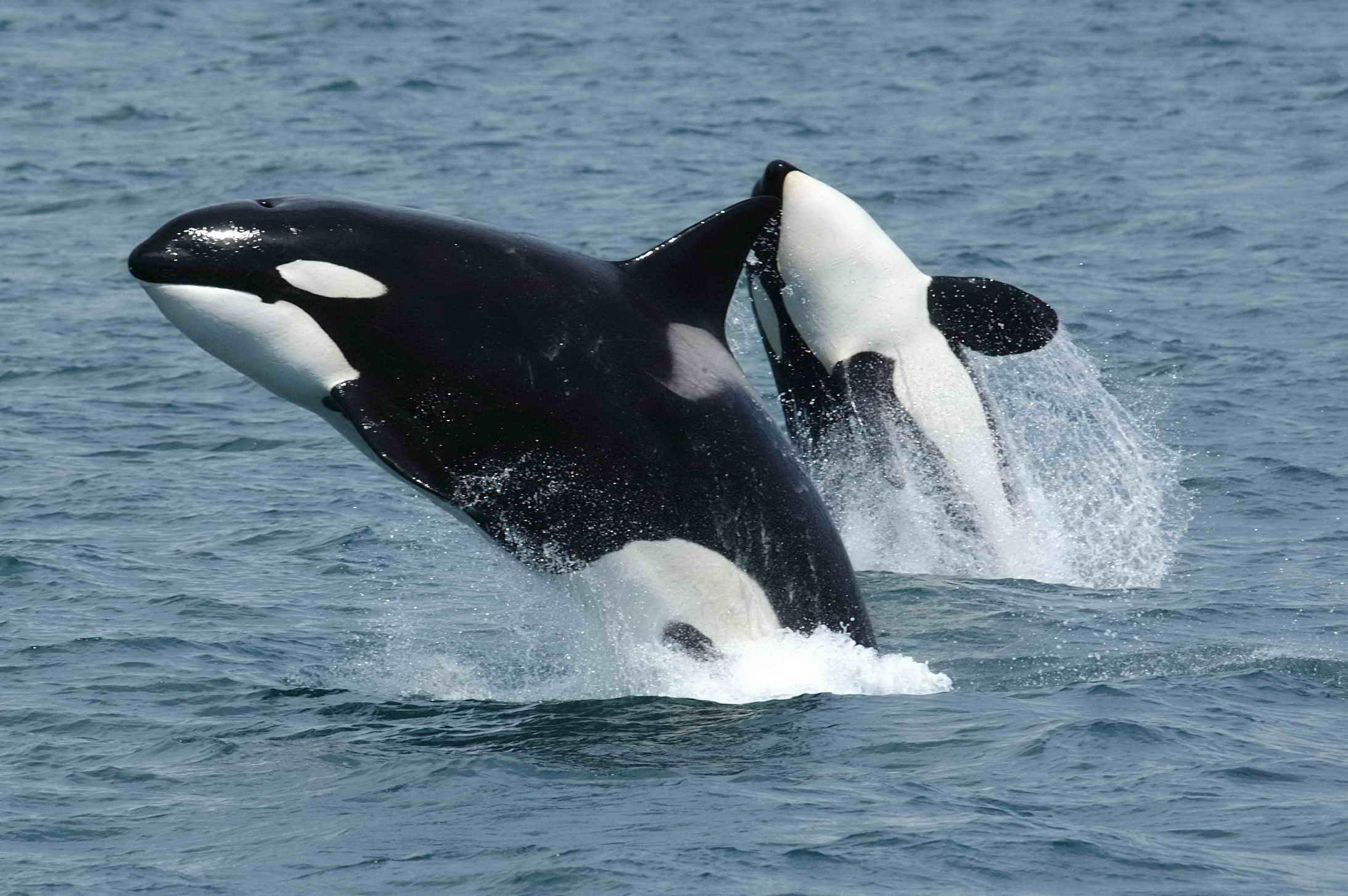
Orcinus orca, シャチ

生物学における学名（がくめい、scientific name）は、生物学（かつては博物学）の手続きに基づき、世界共通で生物の分類群に付けられる名称である。
種の学名は種名（しゅめい、species name）と呼ばれ、［属名〈ぞくめい、generic name〉+ 種小名〈しゅしょうめい、specific name〉］（細菌では［属名 + 種形容語〈しゅけいようご、specific epithet〉］）の構成で表す。この表し方を二名法（にめいほう、英: binominal nomenclature、二語名法）という。二名法は「分類学の父」と呼ばれるカール・フォン・リンネによって体系化された。二名法による名称を二連名（にれんめい、binomen, binominal name、二語名）という。
命名には一定の規則があり、語構成要素が何語に由来しようとも、あくまでラテン語の文法に則ったラテン語形で表記される。この規則は、生物学の3つに大別された分野ごとにある命名規約によって取り決められている。動物には「国際動物命名規約」があり、藻類・菌類と植物には「国際藻類・菌類・植物命名規約」が、細菌・古細菌には「国際原核生物命名規約」がある。日本語独自の和名（特に標準和名）などと異なり、全世界で通用し、属以下の名を重複使用しない規約により、一つの種に対して有効な学名は一つ切りでなければならない。ただし、過去に誤って何度も記載されていたり、記載後の分類の変更などによって、複数の学名が存在する場合、どの学名を有効とみなすかは研究者によって見解が異なる場合も多い。

## 属名と種小名

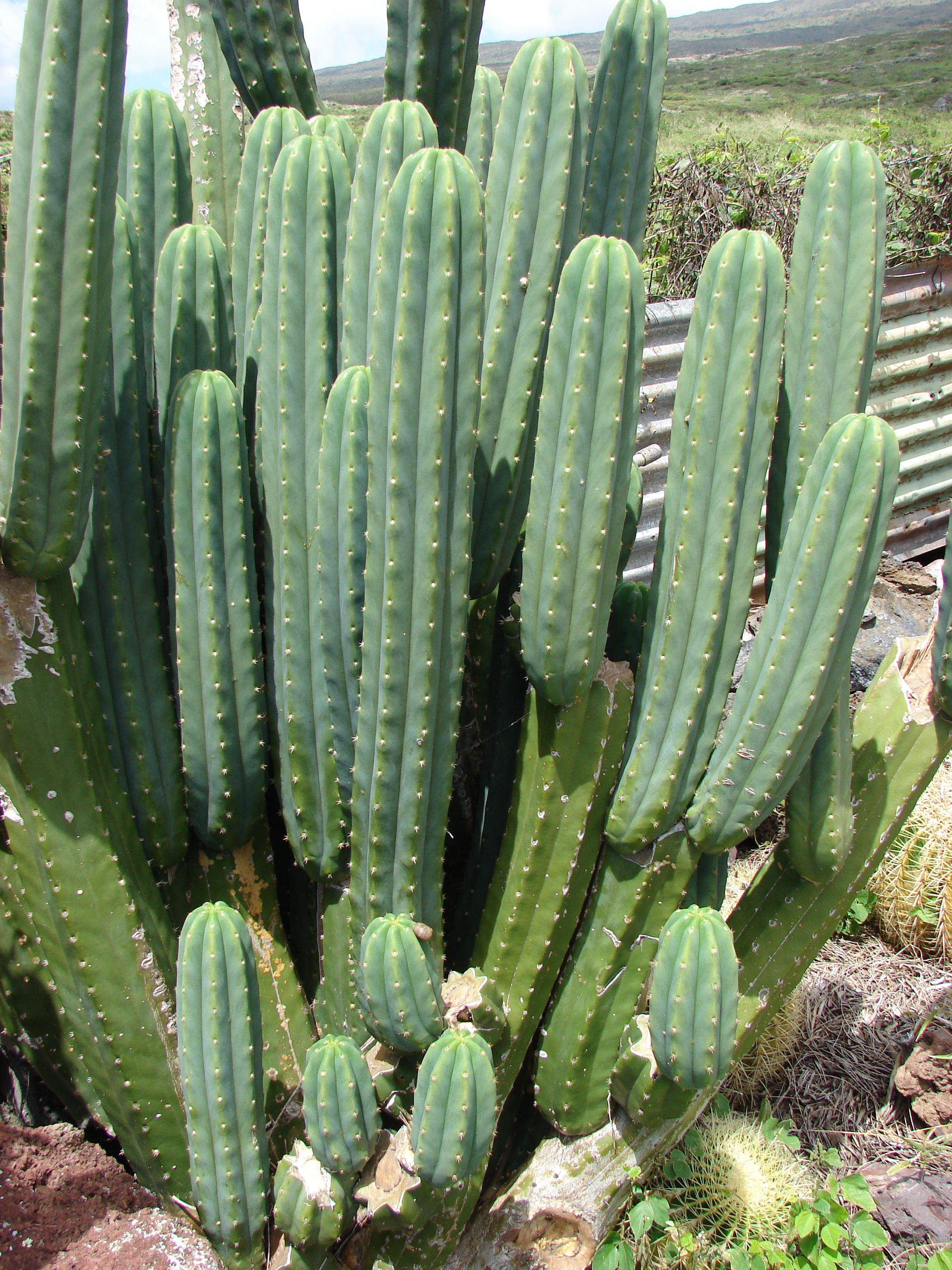
Echinopsis pachanoi, サンペドロサボテン

種名の初めの部分である属名とは、分類上の位置が近い種をまとめて取り扱う分類単位である属の名称で、同じ属に分類されている全ての種で共通の名前である。
第2の部分である種小名は、属名と結合させることによりその種に固有のものとなる。例えば、タイリクオオカミ、コヨーテは同じイヌ属 Canis に分類されている別種なので、学名はそれぞれ Canis lupus、Canis latrans となる。なお、これ（たとえば lupus）を「種小名 specific name」というのは、属名と種小名を合わせた「種名 species name, name of a species」（たとえば Canis lupus）と区別するためである。
種小名は属が異なれば同一の物が認められるため種小名だけでは種を表すことにはならず、種を表す場合には属名（または後述のような属名の頭文字）との併記が必須である。種小名の大文字開始を禁則としている動物命名規約においては、種小名（亜種小名も）が文頭にくることにより大文字で記述されてしまうことを回避するためにも、種小名単独で文頭に配置することを避けるように特別に勧告がなされている。
属名と種小名とで同じものを用いること（反復名、トートニム、tautonym）は国際藻類・菌類・植物命名規約では認められていないが、国際動物命名規約では許容されているため、動物ではこれが存在する（アメリカバイソン Bison bison など。トートニム を参照）。
種小名（種形容語）がラテン語の文法に則っている場合は、文法的には名詞または形容詞、動詞の分詞形を用いることになる。名詞（名詞化した形容詞を含む。）ならば語形としては属格または同格の形をとることになり、属格の場合は2名法による学名「○○○ ×××」は全体として「×××の○○○」という意味をもつ（例は次の段落）。同格の時は主格同格形を取り、○○○即ち×××の意味となる（地の文がラテン語ではない場合、多くの言語で学名自身は格変化させないので、同格は主格形を取ることとなるが地の文がラテン語の場合は属名の格・数に合わせる。ただし同格名詞には不活用形が認められており、これはいわゆる種小名がラテン語の文法に則っていない場合の一つである。）例えば先の Canis lupus はラテン語で属名は犬、種小名は狼の意味の名詞単数主格形である。この場合当然性が異なっても構わない。種小名が形容詞ならば「×××な○○○」といった意味となる。例えばシャガの種名 Iris japonica の japonica は「日本の、日本産の」を意味する形容詞で、種名は「日本のイリス」というほどの意味。この際、種小名の形容詞はその性と数を属名の名詞に一致させなければならない。この japonica は Iris に同じく女性単数形で、男性名詞の属名には japonicus、中性名詞なら japonicum となり、いずれも同じ「日本の」意味になる。また、分詞形の場合、「×××する○○○」といった意味になる。例えば、ヘテロ乳酸菌の学名 Lactobacillus fructivorans の fructivorans は「果物をむさぼり食う」という意味の分詞形容詞で、種名は「果糖を代謝する乳酸菌」というほどの意味になる。この場合も性を一致させる必要がある。ライチョウ Lagopus muta は性が一致していないように見えるが、属名がギリシャ語由来であり女性名詞だったことから、従来の Lagopus mutus から修正された。
なお、献名などで人名を種小名につける場合もあるが、この場合は属格の形をとることになり、「○○○ ×××」は全体として「×××の○○○」という意味をもつ。例えばシュンラン Cymbidium goeringii の種小名 goeringii は、採集家ゲーリングの名をラテン語化した goeringius の語尾を男性名詞属格の -i にしたもので、種名は「ゲーリングのシンビジウム」というほどの意味。概ねこの語尾が -i ならその人名は男性、-ae なら女性と考えて良い。
属名、種小名は、地の文と明確に区別できる異なる字体で表記しなければならない。欧文では一般にイタリック体（斜字体）が使用されることが多い。イタリック体による表記が難しい場合は、下線を引くことでも代用できる。
属名は最初の1文字のみ大文字で表記し、種小名は（植物の例外規則を別として）すべて小文字で表記する。学名表記は長いため、文章中で最初の1回だけはつづりをすべて書き、どの属のことを指すか明確であれば、2回目以降に登場するときは、属名を頭文字＋ピリオドで短縮して、C. lupus のように表記してもよい。

## 命名
学名を命名するには、過去に命名されたどの種とも別種であることを証明する手続きが必要とされるため、発見者が命名者になるとは限らない。一般には、その種の特徴、近縁種との区別を明確に示した「記載論文」を発表するので、その論文の発表者が命名したことになる。その際、その種類の生物の標本を1体以上指定するが、この標本（模式標本）は、永久保存される必要がある。一度命名された種名は、分類が変更されない限り変更できない。このため発表時に誤植された種名がそのまま使われている例もある。ただし例外として、属名と種小名の性の不一致があった場合だけは種小名は正しい語尾に変更される必要がある。
学名がまだつけられていない生物も、多く存在する。この場合の名前の表記は、分類されると予想される属名＋「sp.」とし、Canis sp. と書けば、「Canis（イヌ）属の一種」の意味になる。複数であるならば「sp.」を複数形の「spp.」にする。たとえば報告に Canis spp. とあれば、「イヌ属の動物を複数種確認したが、種名は同定できなかった」ことを意味する。

### 命名者表記
学名の後ろに命名についての情報（命名者や年号など）が付加されていることがある。本来、学名が指し示すものはそれだけで一意に決まることが理想である。しかしたまたま違う生物に同じ学名が与えられることもあり、この場合でも最終的にはどちらか一方だけがその学名を使えるが、常に一意に決まるわけではない。そこで、便宜のため引用情報を付加することで、学名の示す生物をより明確にするのである。さらに詳しく書名やページ番号まで引用することもある。それぞれの命名規約では、学名の後に命名者の名前と年号を続けて記すことが推奨されている。ただしこれは学名の一部ではなく、分類学関連の著作以外では省略して構わないし、表記する方が正式ということでもない。
動物の場合は、学名と命名者（ICZNの用語では著者 author という）、学名と命名者と年号（ICZNの用語では公表の日付 date of publication という）、の両方の表記法がされており、このとき学名と命名者の間は句読点を打たず、命名者と年号の間にはカンマを打つ（逆にカンマ以外のものを挿入するべきではない。ただし、ICZN第4版からはスペースで区切る表記法でも誤りではなくなった）。公表の日付を書くことは、同名の場合などで非常に重要となるため、ICZN中では強く勧告されている。たとえばハイイロオオカミの学名ならば、リンネによって1758年に命名されたので、Canis lupus Linnaeus または Canis lupus Linnaeus, 1758 となる。
植物の場合は規約上推奨されているのは命名者のみであり、年号を記す方法について特に規定はない。実際に年号は省略されていることが多いが、記す場合にはたとえば名前の直後のカッコ内に記す。1753年にリンネが命名したヒカゲノカズラは、Lycopodium clavatum L. と記すのが一般的である。この L. は Linnaeus の省略であるが、Linne あるいは Linnaei と表記されることもある（Linnaei は Linnaeus の属格形で「リンナエウスの」の意）。もし年号を記すならば、Lycopodium clavatum L. (1753) などのようになる。
原核生物（細菌）の場合には、命名者と年号を両方記すように推奨されている。慣例として命名者と年号の間にカンマを打たないので、例えばコレラ菌であれば Vibrio cholerae Pacini 1854 となる。
命名者の名前は、特に有名で大量に命名している著者の場合、Linnaeus を "L."、Thunberg を "Thunb." のように略す慣習がある。植物では標準的な略記法が書籍 (Authors of Plant Names) にまとめられているのでそれにしたがうのが良い。一方、現在の国際動物命名規約のもとでは略記は不適当であるとされている (Appendix B.12)。
命名後に属名が変わった場合は、はじめの命名者名（動物の場合、出版年号も）を、ヒョウ Panthera pardus (Linnaeus, 1758) のように、丸括弧に入れて表記する。この場合、最初にリンネが命名したときには別属（ネコ属であり、Felis pardus Linnaeus, 1758）だったものが、後に Oken によってヒョウ属に移されたことを示す。命名者と別属に移動した人物の両方を引用したい場合、括弧付き命名者名のあとに括弧なしで続けて Panthera pardus (Linnaeus) Oken または Panthera pardus (Linnaeus, 1758) Oken, 1816 のように記述する。動物の場合、属の移動者まで記述することはまれだが、植物の場合は非常に頻繁に見られる。属を移動した人物のみを引用する記法はない。
動物においては、Papilio adippe [Denis & Schiffermüler], 1775 のように命名者が角括弧に囲まれている場合がある。これは当初の命名時に命名者が匿名・不明であり、のちに命名者が判明もしくは外的証拠により推定されたことを示す。ただし動物の場合、匿名での命名が有効なのは1950年以前の発表に限られる。なお植物の場合、外的証拠による命名者の推測は現在でも有効で通常の命名者と同じ扱いとなり、角括弧は用いない。

### 命名の先取権
同一の種に別々の人物が異なる学名を命名して記載論文を発表した場合、原則として先に発表された学名が有効となる。逆に、別々の種に同じ学名が命名されてしまった場合にも、原則として先に発表された学名が有効となる。これを先取権の原則という。同一の種が異なる名を持つことはシノニム（異名・同物異名）、別の種が同じ名を持つことはホモニム（同名・異物同名）と呼ばれる。
ただし、先に発表されていた学名が、長い年月のあいだ誰にも気づかれることなく使用されず、その後に発表された学名のほうが広く知れわたっていて長く使用されていたと判明することもありうる。このような場合、学名の変更はその生物にかかわりのある分野へ大きな混乱を及ぼすおそれがある。これを避けるための措置が命名規約に明記されている。動物の場合、一定の手続きに従って審査を受け、それが受理されれば、先に発表された学名を遺失名として扱い、後から発表された学名をこれまでどおりに使用することができる。遺失名の決定は、動物命名法国際審議会の強権発動によってのみ行われる。植物の場合、その可能性がある学名をあらかじめリストアップして対処している。
本来、ホモニム（同名）は先取権の原則や規約の規定により必ず回避されなければならないが、動物、藻類・菌類・植物、原核生物の3つの命名規約は互いに独立しているため、界を越えたホモニム（ヘミホモニム）は今のところ規制することができない。実際に、属レベルでは植物と動物に同名属の存在が数例知られている。潜在的なヘミホモニムを収集したデータベースが存在する。

### 命名と模式標本
学名が指し示す対象は、厳密にはその「種」ではなく、記載者が記載論文で指定した「模式標本（タイプ標本とも）」そのもののみである。
たとえば、記載者がある、ごく身近で一般的な種「A」に「a」という学名を命名するために指定したつもりの模式標本が、後に、非常に近縁で紛らわしく、たいへん珍しい別の種「B」であると判明した場合には、これまで広く使用されよく知られていた学名「a」は、種「B」に使用され、なじみのある種「A」には、別の有効名を探すか、新たな種として記載する必要がある。
この、模式標本と学名との完全な対応関係は、日本の和名には見られない独自のシステムである。
模式標本が最初に発見された地理的な場所は、type locality（タイプロカリティ、タイプ産地、模式地、模式産地、基産地、基準産地、基準標本産地）と呼ばれる。寄生生物の場合、タイプ標本が得られた宿主生物を示す用語として、type host（タイプ宿主、模式宿主、、基準宿主、標準宿主）またはsymbiotype（シンビオタイプ、共生型標本、共生宿主標本）と呼ばれる。

### 例外
上記のように生物の種1つにつき、学名は1つが原則であるが、菌類については歴史的経緯により大規模な混乱が生じている。
菌類の分類には有性胞子形成の段階の形態が非常に重要であるのに対し、子嚢菌類および担子菌類には無性生殖段階（アナモルフ）で長く独立に生活するものがあり、このような菌（不完全菌、アナモルフ菌）はそれ以外の菌と整合的に分類することが困難であった。
そこで不完全菌として発見された菌は、まず不完全菌門に属する独立の菌として分類命名され、後に完全世代（テレオモルフ）が発見されれば完全世代としての分類命名が行われた。この場合、後者がこの菌の学名となるが、不完全世代に限っては前者の学名も使用が認められていた（国際植物命名規約第59条）。つまり1つの種につき、完全世代と不完全世代で2つの学名が存在していた。
しかし、DNA配列情報が分類に利用可能となったことで、完全世代を見出さなくとも生物の系統的位置を知ることができるようになった。このために1992年のHolomorph Conferenceの場でこれを独立の分類群としては扱わないことが決められた。学名そのものの扱いについても後にテレオモルフが発見されても新たに学名を与えなくてよいことになった。そして現在有効な国際藻類・菌類・植物命名規約では、2013年以降1つの学名に統一することとなった。
現在様々な分類群について、通常の優先権に従って学名を統一するか否かの検討作業が進められているところであるが、その結果が周知浸透するまでは長い時間がかかると考えられる。

## 生物分類単位
属と種以外の分類群の単位にも、同様にラテン語形式の学名がつけられている。

### 上位分類
ドメイン、界、門、綱、目、科などの、属よりも大きな区分には、最初の1文字が大文字で、それ以外は小文字の名前を用いる。これらは属名や種小名の字体（一般にイタリック体）と同じ字体は用いない。これらの分類群の学名を属名＋種小名の前に続けて書くことはあまりしない。
さらに細分が必要な場合には、大・上・亜・下・小の接頭辞 (Magn-, Super-, Sub-, Infra-, Parv-) をつける（例：下目、上科、亜科、等）。
また、科の下に Tribe を立てることもある。この階級に対する訳語は動物学と植物学で異なり、動物学では族、植物学では連と呼ばれる。

### 下位分類
生物分類の基本単位は「種」だが、さらに亜種・変種・品種と、細目に分類することがある。
亜種名等は、種小名と同様の形式（一般にイタリック体ですべて小文字）で表記し、属名＋種小名の後に続けて書く。
- 属名＋種小名＋「ssp.」または「subsp.」＋亜種名（ssp, subsp: subspecies の略）
- 属名＋種小名＋「var.」＋変種名（var: varietas の略）
- 属名＋種小名＋「f.」＋品種名（f: forma の略）

この表記を三名法とよぶ。ssp. 等の符号は属名や種小名の字体（一般にイタリック体）にしない。なお、亜種や変種の無かった種に新たにそれらが作られた場合、元になった種には、種小名の後ろに基本亜種（変種）を示す亜種名（変種名）としてもとの種小名が繰り返される。これは新亜種（変種）の記載によって自動的に生じるものである。
なお、動物の場合、上に示した ハイイロオオカミ Canis lupus lupus のように、subsp. 等の符号抜きで亜種小名を記すのが通例である。また、亜種より低位の階層である変種や型は、1961年以降、「国際動物命名規約」に規制されず、正しい学名とはならない。ただし、最初に公表されたのが1960年以前であり、その学名の著者が"var."（変種） "f."（型）等の用語のどちらかをはっきりと使用している場合、その学名は亜種の階級となるが、その学名の著者が同時にその学名に亜種より低位の階級をはっきりと与えている場合、その学名は亜種より低位の階級となる。
栽培品種(園芸品種)形容語は、一重引用符で囲むことにより示される。二重引用符、cv. Var.の省略形は、使用してはならない。(1996年以前はcv.が、許されていた。) ラテン語形の属名(または同等の明確な普通名)または、学名(または同等の明確な普通名)と組み合わせて栽培品種名となる。
- 属名＋種小名＋‘栽培品種形容語’　= 栽培品種名

### 属と種の間の分類
属と種の間には「亜属」があるが、植物や菌類では属の下に節 (section)、節の下に系を用いることがある。属＞（亜属＞節＞亜節＞系＞亜系＞）種となる。
亜属等は特に表記しなくとも問題ないが、表記したい場合には
- 属名＋（亜属名）＋種小名
- 属名＋（「Subgen.」＋亜属名）＋種小名　　　（Subgen.: Subgenus の略）

等のようにする。亜属名等は属名と同様の形式で表記する。() で括るためこれをカウントして、亜種、変種などの時のように「三名法」と呼ぶことはない。Subgen. 等の分類名は属名や種小名の字体（一般にイタリック体）にしない。分類名を表記しないと、亜属名なのか節名なのか分からないため表記されることがあるが、表記しなくても間違いではない。特に動物では節や系を用いることはほとんどないため、表記しないのが普通である。動物の場合、属名と種小名の間に () でくくられた属名と同様の形式の名称があれば、自動的に亜属名であると見なされる。

## 雑種
雑種は次のように表記する。ここで属名は Xxx, Xxx1, Xxx2 等と書き、種小名は yyy, yyy1, yyy2 等と書くことにする。
種間雑種（同属他種との雑種）
「Xxx yyy1」と「Xxx yyy2」の雑種は、「Xxx × yyy3」という形式にする（掛け算の記号「×」は雑種を意味する記号。エックスと間違わないこと。yyy3 は雑種につけた種小名である）。上記のような表現では、どういう種と種の雑種かわからないので、それを明記したい場合は、「Xxx yyy1 × Xxx yyy2」という形式にすることもある。例えば、ヒイラギモクセイでは前者の場合Osmanthus × fortunei、後者の場合Osmanthus heterophyllus × Osmanthus fragransとなる。
属間雑種（他属との雑種）
「Xxx1 yyy1」と「Xxx2 yyy2」の雑種は、「× Xxx3 yyy3」という形式にする。（Xxx3 は雑種につけた属名、yyy3 は雑種につけた種小名である。）

## 属の変更
属が変更された種については、次のようになる。まず命名者については、命名者名が括弧でくくられ、その後に変更者の名前を書くことになる。また属名には性があり、基本的に種小名の語尾は属名が男性のときには -us, -is、女性のときには -a, -is、中性のときには -um, -em となる。そのため属の変更によって種小名の語尾が変化することがある。

## その他
ここでは、その他の記号や略号について解説する。
et
ラテン語で「そして・あるいは・と」を表す接続詞。その合字である &（アンパサンド）も併用される。
学名においては、記載者（命名して学術書に記載した者）が2名の時にそれらを繋ぐ語として使用される。
- 「Xxx yyy Aaa et Bbb」なら「Aaa 氏とBbb 氏が学名 Xxx yyy を命名」ということになる。

et al.
ラテン語で「およびその他（の者）」を表すet aliī（英語の and othersに相当）の省略形。& al.とされることもある。
学名においては、記載者が3名以上の場合、筆頭の人名に代表させて以下の人名を省略するためにこの語が用いられる。これを用いる場合は本文中か参考文献中かを問わず同一著作物中に全ての記載者が略さず引用されていることが条件であるとICZNでは勧告されている（勧告51C）。
- Xxx yyy Aaa et al. であれば「Aaa 氏およびその他が命名した学名 Xxx yyy 」ということになる。

+（プラス）
キメラを表す。
植物では接木キメラの学名を作成するのに用いられる。それぞれの植物の学名を "+" で接続する、または異なる属同士の場合では属名を連結してキメラ属の新名称を作った上で "+" をその名の前に置く。実例としてはマメ科植物のLaburnum anagyroidesとChamaecytisus purpureus（syn.Cytisus purpureus）のキメラでは、Laburnum anagyroides + Chamaecytisus purpureus という表記と+ Laburnocytisus 'Adamii'という表記がある。後者の 'Adamii' は栽培品種名であり種小名ではない。

.（ピリオド）
命名者略記に用いられることが多い。たとえば「L.」は「Linnaeus」の略である。植物学分野では命名者略記の定型が大体決まっておりそれを記した書籍や一覧が存在するが、動物学では現行の規約において略記すべきではないと明記されている（付録B12）。

:（コロン）
命名規約で指定している著書によって"認可"されている学名は、命名者の後に:を伴ってその認可者の名前を書く場合がある。例えば Fries による認可名は :Fr.、Persoon による認可名は :Pers. が後に付く。「認可」されている名前は、先行同名や他の異名に対しての優先措置があるため、特にこのような書き方をする。ただし、動物命名規約には認可という措置もこのような記号用法も無い。

hort.
「庭園の」"of gardens" を意味するラテン語 hortulānōrumの略号。もともと庭園などで園芸品種として栽培され、伝統的に用いられてきた名前が付いているが、命名規約に定められる手続きを踏んだ命名過程を経ていない名前に対して用いられる。例えば、ハッサクの Citrus hassaku hort. ex Tanaka がそれにあたる。

f.
(1) ラテン語 fōrma の略。fōrmaは「型」「品種」と訳される。例として、Wagner(1947)が異翅類昆虫の羽化直後の型として命名したStenodema trispinosum f. pallescens がある。
(2) 命名者の後に付いている場合はラテン語 fīlius の略。fīliusは「息子」を意味し、親と子双方ともがそれぞれ記載論文の著者となっている場合は、息子の方に "f." と付記して区別する。例として、カール・フォン・リンネ（大リンネ）が "L." であるのに対し、同名の息子（小リンネ）の命名者略記は "L.f." となる。ただし動物学では基本的に用いられず、どうしても必要な場合はファーストネームのイニシャルによって区別される。

### 命名規約
- 国際植物命名規約（セントルイス規約）
- 国際動物命名規約第4版（2000年1月）
- 国際動物命名規約 第4版 日本語版
- 国際細菌命名規約（1990年改定）